# Тундра (посёлок железнодорожной станции)
Ту́ндра — посёлок железнодорожной станции в Приморском районе Архангельской области. Входит в состав Лисестровского сельского поселения.

## География
Посёлок железнодорожной станции Тундра расположен на юге Приморского района. К югу от посёлка Тундра находится посёлок Ломовое Холмогорского сельского поселения Плесецкого района, к северу — посёлок Брусеница. К северу от станции протекает река Елоуша, к югу — река Обокша.
В посёлке находится станция Тундра Северной железной дороги.

## Население
| 2002 | 2010 | 2012 |
| ---- | ---- | ---- |
| 20   | ↘9   | ↘8   |

### Карты
- Тундра на карте Wikimapia
- Тундра. Публичная кадастровая карта
- Топографическая карта Q-37-142-C,D